# Unidad Deportiva Minera Fresnillo
El estadio de la Unidad Deportiva Minera Fresnillo está ubicado en la ciudad de Fresnillo en el estado de Zacatecas, y pertenece a la empresa de minerales de la ciudad de Fresnillo. Tiene una pequeña capacidad para 2500 espectadores y en ella juegan los equipos de la empresa, los Mineros de segunda y tercera división.

## Instalaciones
La unidad deportiva cuenta, además del estadio, con otras cinco canchas de fútbol, una pista de bicicrós y dos campos de béisbol. Todas estas instalaciones están abiertas al público.